# عكرمة البربري
أبو عبد الله عكرمة بن عبد الله البربري المدني 105هجري-723م، مولى عبد الله بن عباس رضي الله عنه.

## تعليمه
معلمه الأول كان عبد الله بن عباس، فعني بتعليمه القرآن والسنة، وربما كان يضع في رجليه القيد لئلا ينفضّ عن مذاكرتهما.
أدرك عكرمة مئتين من أصحاب النبي، وروي عنه سبعون من جلّة التابعين، وكان عالماً بالتفسير، وفسر القرآن، وبالفقه، وكان يقول: «إني لأخرج إلى السوق فأسمع الرجل بالكلمة فيفتح لي خمسون باباً من العلم». كان الحسن البصري يمسك عن التفسير والفتيا ما دام عكرمة فيها. كان عكرمة واسع العلم بالمغازي، حتى كان إذا تكلم فيها فكأنما هو مشرف عليهم يراهم.

## ترحاله
كان عكرمة طوافاً، وخرج إلى نجدة الحروري مرّة فمكث عنده ستة أشهر، فتلبّسته مقولة نجد، وانطلق – بمهمة كلّفه بها نجدة في الغالب – إلى قومه البربر، يدعوهم إلى مذهبه، فتبعه منهم قوم، لكن ميوله الجانبية عن منهج الجماعة الإسلامية أتعبته وأتعبت الراوين عنه، حتى اختلف فيه، بل تضاربت مواقف بعض العارفين فيه، ونجد هذا عند معلمه ابن عباس ما، الذي تخرّج عليه، وقال له: «انطلق فأفت بالناس وأنا لك عون». لكنه بعدما رحل إلى نجد واتبعه على معتقده، ثم عاد إلى ابن عباس ما قال: «قد جاء الحديث، وكان عكرمة يحدث برأي نجدة» يريد ما أحدثه الخوارج من آراء تخالف ما عليه الجماعة المسلمين وجمهورها الأعظم، وكان ابن عباس ما طالما حاور الخوارج وردَّ أعداداً غفيرة منهم عن تطرفهم.

## آراء العلماء فيه
واضح أن «ترجمان القرآن» كان راضياً عن تلميذه قبل أن يميل إلى مفهوم الخوارج، وإلى هذه الفترة وعلى ضوئها نفسر ثناءه عليه، ذلك الثناء الذي ظل عكرمة يستكثر به من الأتباع، ويزرع به الثقة لدى الناس، على شاكلة ما روي عن عثمان بن حكيم إذ قال: كنت جالساً مع أبي أمامة بن سهل بن حنيف، إذ جاء عكرمة، فقال: يا أبا أمامة، أذكر الله، هل سمعت ابن عباس يقول، ما حدثكم عكرمة عني فصدقوه، فإنه لم يكذب علي؟ فقال أبو أمامة: نعم.
وعلى هذه الشاكلة نفسر أيضاً اختلاف القول فيه من بعض الرجال أنفسهم، فسعيد بن جبير، وعطاء بن أبي رباح استمعا إليه مرّة، ثم سئلا: أتنكران مما حدث شيئاً، قالا: لا. ثم اتهماه بالكذب. وقال أيوب السختياني: قدم علينا عكرمة، فاجتمع الناس عليه حتى أُصعِدَ فوق ظهر بيت. أي ليراه الناس وهو يتحدث إليهم، وقال أيضاً: لو لم يكن عندي ثقة لم أكتب عنه. كان عكرمة يجوب البلدان يتعرض للأعطيات، ولبثِّ دعوته الجانبية، فلما وقف عليها أيوب فَرِكَ عكرمة، وأسقطه من احترامه، أو أقل حَجَبَ عنه ثقته، وصار يقول عنه: «قليل العقل».
قال أبو الأسود: "كان عكرمة قليل العقل خفيفاً.....كانوا يقولون: ما أكذبه". وقال يحيى بن معين: إنما لم يذكر مالك بن أنس عكرمة لأن عكرمة كان ينتحل رأي الصفرية. وقال خالد بن أبي عمران: دخل علينا عكرمة إفريقية وقت الموسم، فقال: وددت أني اليوم بالموسم بيدي حربة فأضرب بها (من شهد الموسم) يميناً وشمالاً. قال خالد: فمن يومئذ رفضه أهل إفريقية".

## العلماء الذين عدّلوه
قال قتادة: أعلمهم بالتفسير عكرمة. وقال الشعبي[: مابقي أحد أعلم بكتاب الله من عكرمة، وقال شهر بن حوشب: (ائتوه) أي لأخذ العلم عنه. وقال العجلي: تابعيٌّ ثقة بريء مما يرميه به الناس من الحرورية. وقلا أبو حاتم: لم يمتنع الأئمة من الرواية عنه، وأصحاب الصِّحاح أدخلوا أحاديثه في صحاحهم، ولا بأس به. وثقه يحيى بن معين أيضاً، والنسائي، وقال البخاري: ليس أحد من أصحابنا إلا وهو يحتجُّ بعكرمة. ذكره ابن حبان في الثقات، وقال: من علماء زمانه بالفقه والقرآن.
قال ابن منده في صحيحه: أما حال عكرمة في نفسه فقد عدّله أمة من نبلاء التابعين فمن بعدهم، وحدَّثوا عنه واحتجوا بمفاريده في الصفات والسنن والأحكام. على أنَّ من جرحه من الأئمة لم يمسك عن الرواية عنه، ولم يستغنوا عن حديثه، وكان حديثه يتلقَّى بالقبول، ويحتج به قرناً بعد قرن، وإماماً بعد إمام، إلى وقت الأئمة الأربعة وهم البخاري ومسلم وأبو داوود والنسائي، فأجمعوا على إخراج حديثه، واحتجوا به، على أنَّ مسلماً كان أسوأهم رأياً فيه، وقد أخرج عنه مقروناً وعدله بعدما جرحه.
قال محمد بن نصر المروزي: قد أجمع عامة أهل العلم بالحديث على الاحتجاج بحديث عكرمة، واتفق على ذلك رؤساء أهل العلم بالحديث من أهل عصرنا منهم أحمد بن حنبل وابن راهويه ويحيى بن معين وأبو ثور. قال أبو جعفر محمد بن جرير الطبري، وأبو عبد الله الحاكم وأبو عمر بن عبد البر فيه نحواً مما تقدم عن محمد بن نصر المروزي، ولكنّ الحاكم قال: احتج بحديثه الأئمة القدماء، لكنّ بعض المتأخرى ن أخرج حديثه من حيِّز الصحاح.
من تفسير عكرمة قوله في الآية الشريفة: (تلك الدار الآخرة نجعلها للذين لا يريدون علوّاً في الأرض ولا فساداً) [القصص: 83] فجعل الآخرة للذين لا يريدون علواً في الأرض عند سلاطينها ولا ملوكها (ولا فساداً): لا يعملون بمعاصي الله عز وجل. وقال عكرمة: قال تعالى ليوسف: يا يوسف بعفوك عن إخوتك رفعت لك ذكرك مع الذاكرين. وقال عكرمة: من قرأ (يس * والقرآن الحكيم) لم يزل ذلك اليوم في سرور حتى يمسي.